# 고추나무과
고추나무과(----科, 학명: Staphyleaceae 스타필레아케아이[*])는 크로소소마목의 과이다.
교목 도는 관목이며 잎은 마주나거나 어긋나고 복엽이다. 꽃은 총상꽃차례 또는 원추꽃차례에 컵처럼 생긴 화반이 있고 열매는 고무베개처럼 생긴다.
온대에 3속 43종이 분포하며 한국에는 말오줌때(Staphylea japonica)와 고추나무(Staphylea bumalda) 2종이 있다.

## 하위 분류
- 고추나무속(Staphylea L.)
- Dalrympelea Roxb.
- Turpinia Vent.